# Ragnar Malm
Carl Oskar Ragnar Malm, född 14 maj 1893 i Stockholm, död 30 mars 1959 i Uppsala, var en svensk cyklist.
Han blev olympisk guldmedaljör i Stockholm 1912. ”Cykelprofessorn” Malm var under sin tidsepok den dittills främste svenske cyklisten. ”Ragges” karriär spände över 25 år och han är en av Sveriges största cyklister genom tiderna. Ett bevis på hans storhet var att han tog OS-medalj i lag i tre spel i rad, vilket fortfarande är oöverträffat i svensk cykelhistoria. Förutom guldmedaljen i Stockholm 1912, blev det silver i Antwerpen 1920 och brons i Paris 1924. Prestationen att ta medalj i tre OS i rad, blir än större då man betänker att inget OS arrangerades 1916. Vid OS 1912 tog Ragnar Malm en individuell åttonde plats. Banan på OS 1912 var identisk med Mälaren Runt. Ragnar Malm vann det då hårda mandomsprovet Mälaren runt (ca 300  km) fem gånger i följd (1918–1923, loppet blev inställt 1920). Han segrade tre gånger (1922, 1923 och 1926) i tvådagarsloppet Hermesloppet (totalt 60 mil) och blev därigenom för alltid innehavare av den dyrbara Hermespokalen.
Mellan åren 1911 och 1925 tog han 19 SM-guld (11 ind. och 8 i lag). Smeknamnet ”Cykelprofessorn” fick han för sin förmåga att disponera sina lopp och köra taktiskt när så krävdes. ”Ragge” var även en av de första att förstå vikten av målmedveten träning. År 1939 när Stora Grabbars märke infördes blev Malm den förste som förärades denna utmärkelse.
Till yrket var han verkmästare vid Josef Erikssons velocipedfabrik. Ragnar Malm är begravd på Uppsala gamla kyrkogård.